# Meliboeus parvulus
Meliboeus parvulus ist ein Käfer aus der Familie der Prachtkäfer und der Unterfamilie Agrilinae. Die Gattung Meliboeus ist weltweit mit über 220 Arten vertreten. In Europa gibt es neunzehn Arten, die auf drei Untergattungen verteilt sind. Meliboeus parvulus gehört zur Untergattung Meliboeoides. Die Art kommt in zwei Unterarten vor, Meliboeus parvulus parvulus in Südosteuropa und Meliboeus parvulus ponticus in Rumänien, der Ukraine und dem europäischen Teil Russlands.

## Bemerkung zum Namen
Der Käfer wurde erstmals 1852 von Küster unter dem Namen Coraebus parvulus beschrieben. Der Namensteil párvulus (lat.) bedeutet 'ziemlich klein'. Aus der Beschreibung geht hervor, dass dies als Unterscheidungsmerkmal gemeint ist zu dem sehr ähnlichen Coraebus robustus (heute Meliboeus (Meliboeoides) robustus) der mehr als eineinhalb mal so lang ist wie parvulus.
Die Gattung Meliboeus wurde 1864 von Deyrolle aufgestellt, als er das von Wallace auf den Inseln des Malaiischen Archipels gesammelte Material an Prachtkäfern aufarbeitete. Meliboeus  und Coraebus sind in der griechischen Mythologie verankerte Namen, die keinen Bezug zu Eigenschaften des Käfers haben.
Meliboeus parvulus ist synonym zu Meliboeus violaceus (Kiesenwetter 1857). Einige Koleopterologen versuchten den gebräuchlichen Namen violaceus zu konservieren, weshalb noch relativ neue Veröffentlichungen den Namen Meliboeus violaceus benutzen. Inzwischen setzte sich jedoch der ältere Name parvulus durch.

## Eigenschaften des Käfers
|                                                                              |                                                                      |
| Abb. 1: Ausschnitt Hals- schild vom Taxobild Erklärungen im Text             | Abb. 2: Ausschnitt Flügel- decke, ein Haar rot Flügeldeckennaht grün |
|                                                                              |                                                                      |
| Abb. 3: Aufsicht                                                             |                                                                      |
|                                                                              |                                                                      |
| Abb. 4: Seitenansicht                                                        | Abb. 5: Krallenglied                                                 |
|                                                                              |                                                                      |
| Abb. 6: Unterseite, Kragenbinde im Ausschnitt rechts teilweise weiß umrandet |                                                                      |

Der etwa fünf Millimeter große Käfer ist knapp dreimal so lang wie breit. Er ist flach gewölbt und die Seiten verlaufen bis auf den hinteren Bereich der Flügeldecken annähernd parallel. Die Oberseite ist in der Regel blaugrün, manchmal blau oder purpurn, selten fast schwarz (Varietät carbo). Die Unterseite und die Körperanhänge sind schwarz, der Kopf und die Seiten des Halsschilds mit Goldglanz. Als schön goldig, mit manchmal rötlichen Reflexen auf den Seiten beschrieb Obenberger die Variante aurifluus.
Der Kopf ist senkrecht zur Körperachse nach unten ausgerichtet. Er ist breiter als lang, gewölbt und zwischen den Augen leicht eingedrückt, jedoch ohne eine deutliche Längsrinne, die den Scheitel erreicht. Er ist mäßig dicht und etwas gerunzelt punktiert. Die elfgliedrigen Fühler sind kürzer als der Kopf breit. Sie sind behaart und ab dem fünften Glied gezähnt.
Der Halsschild ist in der Mitte etwa 1,8-mal so breit wie lang, vorn so breit wie der Kopf und an der Basis kaum breiter als die Flügeldecken an den Schultern. Die Vorderecken sind stark nach unten gebogen, die Hinterecken sind rechtwinklig und nicht gekielt. Die Seitenkante des Halsschilds verläuft von der Vorderecke nach außen und oben, hinter der Mitte verengt sich der Halsschild wieder bis kurz vor den Hinterwinkeln. Die Basis des Halsschilds ist im Mittelteil nach hinten verlängert und rundlich abgestutzt (in Abb. 1 rot nachgezogen). Neben dieser Verlängerung ist die Basis des Halsschilds, eng an die Flügeldecken angeschlossen, etwas ausgeschnitten (in Abb. 1 gelb nachgezogen). Der Halsschild ist in der Mitte längs gewölbt, seitlich davon im vorderen Drittel rundlich eingedrückt. Außerdem verläuft auf jeder Seite ein deutlicher Eindruck von der Basis seitlich des Schildchen nach vorn und außen, der die Seitenkante in deren Mitte erreicht und die Halsschildmitte zur Basis hin als Wulst emporhebt. Der Halsschild ist glänzend, die Hinterecken meist mit Goldglanz. Er ist fein anliegend behaart und fein punktiert. In den Hinterecken verlaufen netzförmige Rillen (in Abb. 1 weiß), darüber bogig einwärts verlaufende feine Rillen (Kritzel, (m.), in Abb. 1 ein Kritzel grün koloriert). Die Punkte liegen an dem Außenrand der Intervalle der Kritzel (in Abb. 1 pink).
In den Seiten des ersten Brustabschnittes sind keine Längshöhlungen ausgebildet, in die die Fühler eingelegt werden könnten.
Der Bauchteil des ersten Brustabschnittes ist nach vorn breit erweitert (Kinnbinde, in Abb. 6, Ausschnitt rechts, teilweise weiß umrandet). Die Kinnbinde ist nicht wie bei Meliboeus episcopalis in zwei Lappen geteilt, sondern nur in der Mitte mehr oder weniger flach ausgerandet (Vergleiche Bemerkung unten).
Das schwarze Schildchen ist kurz und breit. Es trägt keinen Querkiel.
Die Flügeldecken sind flach und zusammen so breit wie der Halsschild. Hinter der Mitte sind sie nur wenig erweitert, am Ende einzeln stumpf abgerundet. Sie sind hinten mit einer fast unmerklichen Zähnelung am Rand versehen. Die Flügeldecken sind mit feinen Härchen ziemlich gleichmäßig dicht besetzt (in Abb. 2 ein einzelnes Haar rot koloriert). Die Haare sind nicht wie bei Meliboeus oliveri schräg abstehend, sondern die Haarspitzen sind zur Flügeldeckenoberfläche zurückgekrümmt. Die Flügeldecken sind fein schuppenähnlich gerunzelt, hinten sind die Runzeln schwächer ausgeprägt.
Die ersten vier Glieder der fünfgliedrigen Tarsen sind etwa gleich lang. Das Klauenglied ist deutlich länger und trägt gespaltene Klauen (Abb. 5).
Die Unterseite ist fein und undeutlich punktiert. Sie ist sehr kurz anliegend weißlich fein behaart.
Die Unterart ponticus wird von Obenberger als Unterart von violaceus beschrieben und von violaceus als kleiner und zierlicher abgegrenzt, weniger abgeplattet mit feinerer und weniger dichten Punktierung auf dem Kopf und schwächerer Skulpturierung der Flügeldecken. Dabei beschreibt Obenberger die Unterart aus Sarepta (Wolgograd) und Tauria (Krim), somit aus dem gleichen Großgebiet, aus dem auch der von Küster als parvulus beschriebene Käfer stammt (Oblast Orenburg). Für den von Kiesenwetter beschriebene violaceus dagegen wird Griechenland und Kreta als Heimat angegeben. Ältere Bestimmungsschlüssel, bei denen violaceus und parvulus noch als getrennte Arten geführt werden, trennen die beiden jetzt vereinten Arten nach der Form der Kinnbinde, der Tiefe der Stirnfurche und der Intensität der Skulpturierung des Halsschilds.

## Biologie
Den Käfer findet man auf Distelblättern. Die Entwicklung erfolgt in den Wurzeln von Arten der Gattungen der Ring- (Carduus) und der Kratzdisteln (Cirsium). Aus Griechenland wird die Art von Ende März bis Mitte Juli gemeldet. Nach einer russischen Quelle entwickelt sich die Art auf der Pflanzengattung Eryngium. Nach einer rumänischen Quelle findet die Entwicklung in den Stängeln von Cirsium, Onopordum, (Eselsdisteln), Carlina (Eberwurzen) oder Echinops (Kugeldisteln) auf trockenen, sonnigen Standorten statt.

## Verbreitung
Die Unterart Meliboeus parvulus ponticus kommt nur in Rumänien und der Ukraine vor. Die Stammform Meliboeus parvulus parvulus dagegen ist in Kroatien, Albanien, Montenegro, Bosnien-Herzegowina, Serbien, Rumänien, Bulgarien, Ungarn, Griechenland mit den Dodekanes und den Nordägäischen Inseln, Italien mit Sizilien, Nordmazedonien, der europäischen Türkei und im Europäischen Russland beheimatet.